# Markus Schäfer
Markus Schäfer (Weidenau, Siegen-Wittgenstein, 11 de mayo de 1965) es un gerente alemán y miembro del Consejo de Administración de Mercedes-Benz Group AG. Como director técnico, es responsable de los departamentos de desarrollo y compras.

## Carrera
Markus Schäfer creció en Niederlaasphe y completó su Abitur en el Städtisches Gymnasium en Bad Laasphe. En 1990 se graduó en ingeniería mecánica en la Universidad Técnica de Darmstadt y comenzó su carrera en la entonces empresa Daimler-Benz AG. Ha desempeñado diversos cargos, entre ellos el de gerente de una planta de ensamblaje en El Cairo (Egipto) y el de director ejecutivo de Mercedes-Benz US International en Tuscaloosa (Estados Unidos). En 2014 fue nombrado miembro del Comité de Dirección de Producción y Compras de Daimler AG. Es miembro del Consejo de Administración de Daimler AG desde 2019 y dirige la división de Investigación del Grupo y Desarrollo de Automóviles Mercedes-Benz. Desde el 1 de junio de 2019 también es responsable de compras globales en Mercedes-Benz.
En julio de 2019, luego del fallecimiento de Niki Lauda, fue nombrado presidente del Consejo de Supervisión de Mercedes-Benz Grand Prix Ltd., que conduce el equipo Mercedes en Fórmula 1.